# Colònia Vidal
La Colònia Vidal, també coneguda com a Cal Vidal, és una antiga colònia tèxtil concebuda com un nucli autosuficient, amb habitatges per als obrers, església, escola, etc. a la riba del riu Llobregat, en el municipi berguedà de Puig-reig inclosa en l'Inventari del Patrimoni Arquitectònic de Catalunya. Les colònies industrials van ser un dels trets característics de la Revolució Industrial de Catalunya. Actualment hi mostra el Museu de la Colònia Vidal de Puig-reig.

## Història
El fundador de la Colònia Vidal va ser Ignasi Vidal i Balet juntament amb la seva família, els "Vidalets". L'any 1882 la família Vidal va comprar els terrenys necessaris per a la construcció de la Colònia. La construcció d'aquesta va començar el 1896, a partir del projecte d'un dels seus propietaris, l'enginyer Vicenç Vidal i Casacuberta, però no es va acabar de construir fins a l'any 1901. Ignasi Vidal va morir abans d'acabar les obres i va passar el relleu cap als seus dos fills. La colònia va estar en funcionament 79 anys, des del 1901 fins que va tancar portes l'any 1980.

## Situació geogràfica
Gairebé totes les colònies tèxtils es construïen al costat d'un riu per aprofitar-ne l'energia hidràulica. La colònia Vidal està construïda al costat del Llobregat, considerat el riu més treballador del món perquè s'hi concentren moltes colònies. Es troba al municipi de Puig-reig, a la comarca del Berguedà, a 4 km del nucli, entre Puig-reig i Navàs, a la sortida 79 de la C-16.

## Descripció
La Colònia Vidal respon al model d'estructura completa de les colònies industrials. A més dels elements productius (la fàbrica, la turbina amb la corresponent resclosa i el canal, i altres edificis destinats a la producció industrial) i dels habitatges per als treballadors, compta també amb tots els serveis típics de les colònies: església, convent, escola, cine-teatre, cafè, etc.
Els habitatges de la colònia responen a unes tipologies diferents segons les necessitats: cases unifamiliars de dos pisos unides que formen carrers i blocs més o menys aïllats de tres pisos, amb diferents materials -com la pedra o el maó-.
Cap als anys 40 del segle xx, la colònia conegué una nova etapa constructiva: s'edificà l'església de la Puríssima Concepció en un estil neomedievalista, la Torre de l'amo, la del director i alguns carrers de cases més.

### Edificis destacats del conjunt arquitectònic

#### La Torre de l'amo
L'existència d'una torre residencial dins la mateixa colònia servia per deixar clar l'estatus de l'amo de la colònia davant els treballadors. La torre de cal Vidal és una gran casa aïllada formada per tres cossos de diferents alçades i construïts en moments diferents. El nucli central, que reprodueix l'esquema d'una austera masia coberta a quatre vessants, s'amplia amb la construcció d'un porxo format per tres grans arcades de mig punt a la façana principal que reposen sobre un pedestal. L'accés a la casa es fa per l'arc central d'aquest porxo. Per sobre d'aquest trobem una cornisa amb teules vidriades i una balconada accessible des del primer pis. Al sector de migdia hi ha una segona ampliació consistent en una planta baixa i dos pisos, també amb porxo com a la façana principal. Al voltant de tota la casa hi ha un sòcol de pedra.

#### La Torre del director
La direcció de la fàbrica sempre es va portar des de cal Vidal i fou encarregada al director, per al qual es va construir la torre prop de la dels propietaris, i dels seus col·laboradors, contramestres, majordoms i encarregats. El director gaudia d'un estatus social superior dins la colònia. Per a ell també hi havia una casa unifamiliar, separada, però de dimensions menors que la torre de l'amo. És un habitatge construït als anys trenta del s. XX, amb la façana principal a migdia, enfrontada a la de la casa de l'amo.

#### La fàbrica
La fàbrica de filats i teixits és un gran conjunt de planta rectangular construït en diferents etapes, amb pisos, i que al centre té una torre per al muntacàrregues que fa d'eix de simetria en la disposició dels finestrals. Al cos central es diferencien clarament tres nivells: la planta baixa, amb un conjunt d'obertures agrupades de sis en sis coronades amb arcs rebaixats; el primer nivell amb set grans finestrals seriats, amb llinda d'arc rebaixat, i al segon pis, amb set grans obertures que en conjunt creen un gran finestral amb llinda d'arc de mig punt. La façana, coronada amb cornisa de poca volada, està flanquejada per dos elements adossats, col·locats a banda i banda i que allotgen la caixa d'escala i els muntacàrregues i que donen accés a les grans naus laterals. El cos sud, de planta baixa i dos pisos, l'últim més estret, té un mur cortina de pedra amb grans finestrals d'arc rebaixat; al sector nord, les naus són d'una sola planta.
La fàbrica es va posar en marxa l'any 1901, tot i que des del 1896 ja es treballava en la construcció de la resclosa del canal. Al primer pis s'instal·laren les contínues i el retort, i al segon pis, sota teulada, les selfactines i els aspis. El cotó que s'hi filava i teixia procedia d'Amèrica, Índia i Egipte, i arribava a la colònia gràcies a la línia ferroviària Manresa-Berga, inaugurada el 1887. Les bales de cotó s'emmagatzemaven a la planta baixa de la fàbrica, prop de les naus on hi havia el batan, les cardes, els manuars i les metxeres. El 1920 es va fer la primera ampliació important, que va suposar l'augment en un pis de les naus, es va construir el cos central i es va canviar la coberta. L'enginyer de la família, Vicenç Vidal i Casacuberta, germà de l'hereu, va ordenar la instal·lació de diferents tipus de telers mecànics, estrets i amples, de garrot i d'espasa, i més tard els automàtics Rutti, a la planta baixa d'aquest cos. D'altra banda, al segon pis es feia el procés de preparació del fil, amb els ordidors, les màquines de nuar i les d'omplir les bitlles.

#### Església
L'església de la Immaculada de Cal Vidal, situada a la plaça de la Puríssima Concepció és d'estil neoromànic, amb planta de creu llatina i de tres naus, la central el doble d'ample que les dues laterals i una quarta més curta fent de transsepte. Les naus són cobertes per una volta de canó reforçada amb arcs formers, cada una acabada amb un absis amb cúpula de quart d'esfera, i el creuer és cobert per un cimbori de planta quadrangular.
El parament és de carreus de pedra regulars, i tot l'edifici és envoltat per un sòcol de tres filades de carreus amb les juntures d'estuc. A la façana, la porta central és d'arc de mig punt, amb arquivoltes, decorades amb relleus geomètrics; als relleus escultòrics dels muntants, hi trobem dos dels quatre elements del Tetramorf, els símbols dels evangelistes: a la dreta veiem l'àngel (que representa sant Mateu), a l'esquerra, el bou (representant a Sant Lluc). Els altres dos símbols apareixen en l'espai entre la porta i les finestres, a la dreta l'àliga de Sant Joan i a l'esquerra el lleó de sant Lluc. A la façana lateral de ponent trobem un campanar d'espadanya de dues obertures amb brancals i ampit rectes i llindes amb forma d'arc de mig punt.

#### Casino teatre
Edifici adossat al del Patronat Vidal. Disposava d'un cos d'entrada, amb el guarda-roba i la taquilla a la banda esquerra. La sala del teatre tenia amfiteatre, llotges i galliner. L'escenari tenia la sortida a la banda dreta. Hi havia una planta soterrani a la qual s'hi arribava baixant per una escala situada darrere de l'escenari. En aquesta planta hi havia la fossa d'orquestra i l'escotilló per a l'apuntador, i al fons, tres camerinos.
El teatre nou va tenir una vida curta; un incendi el va fer malbé al cap d'uns deu any de vida. L'entrada, condicionada el 1998, ha esdevingut l'entrada del Museu de la Colònia Vidal.

#### Casal de la dona i escola
Edifici destinat a l'escola-convent per a noies de la colònia tèxtil, obra de l'arquitecte Vives Figuerola. La major part de la mà d'obra de les fàbriques tèxtils era femenina. Per això disposava d'una residència per a noies, regentada per religioses, on se'ls donava també la formació que en aquella època es considerava adequada per a les noies.

## La vida a la colònia

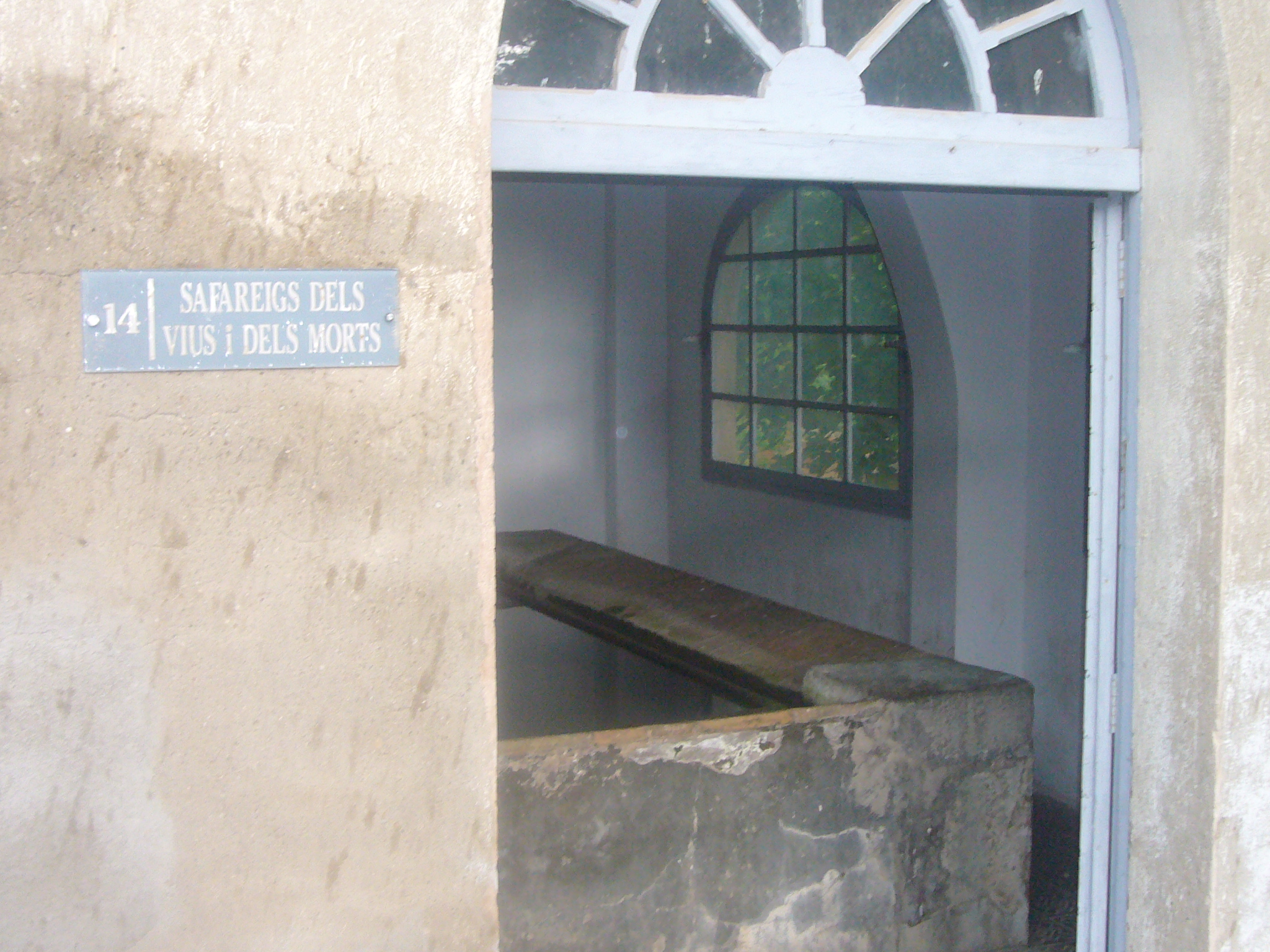
Safareigs dels vius i dels morts

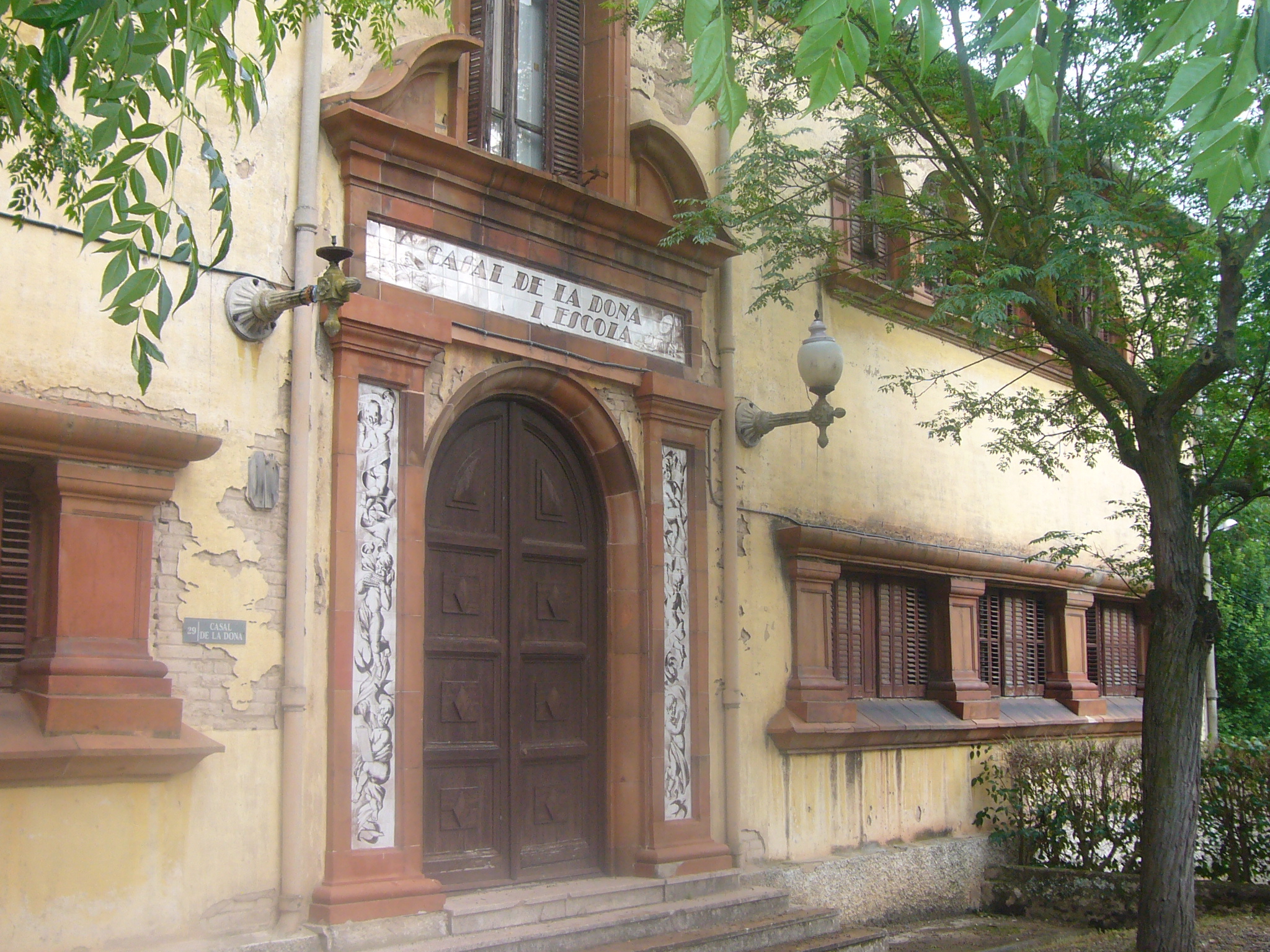
Casal de la dona

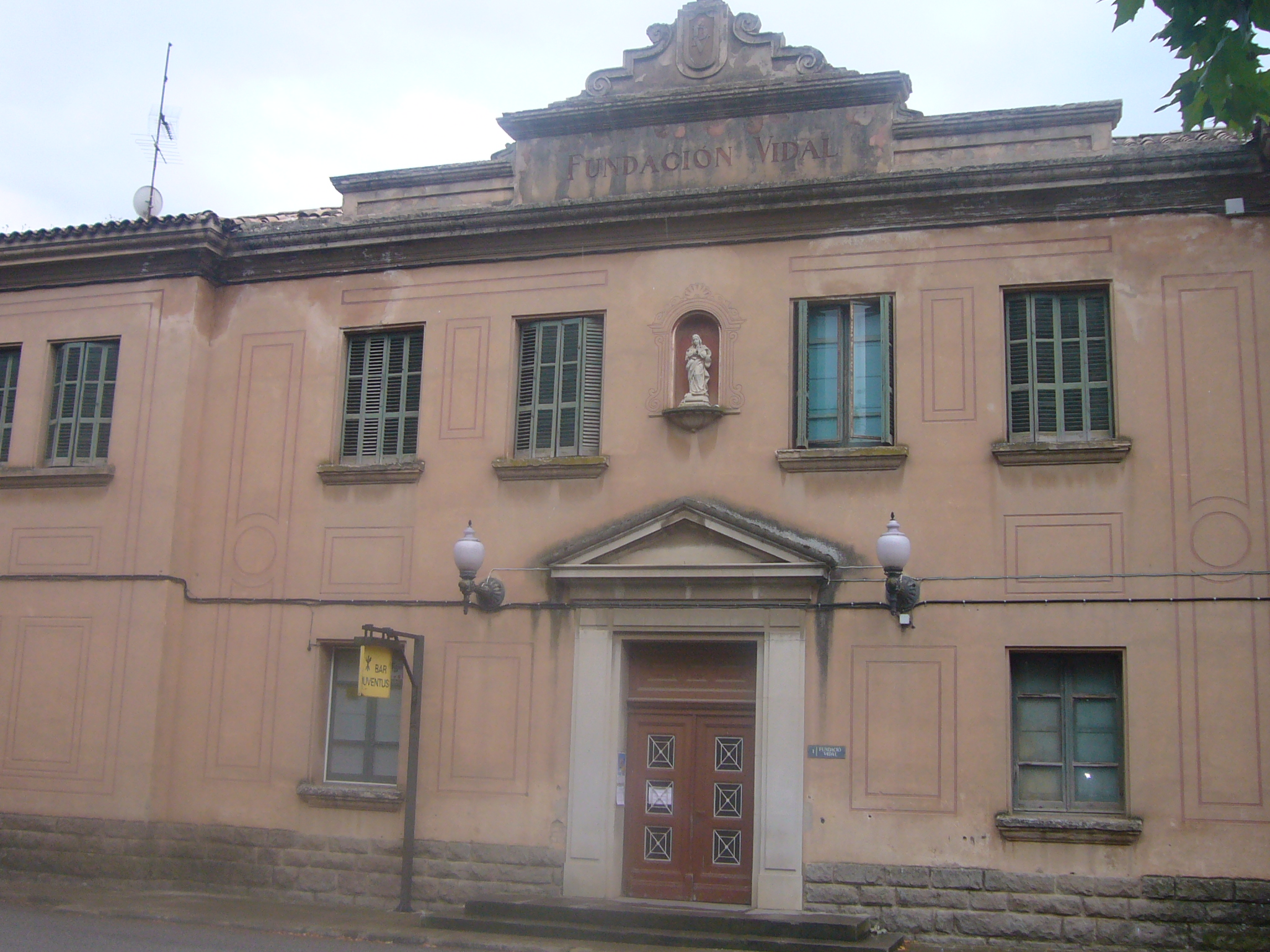
Edifici Fundació Vidal

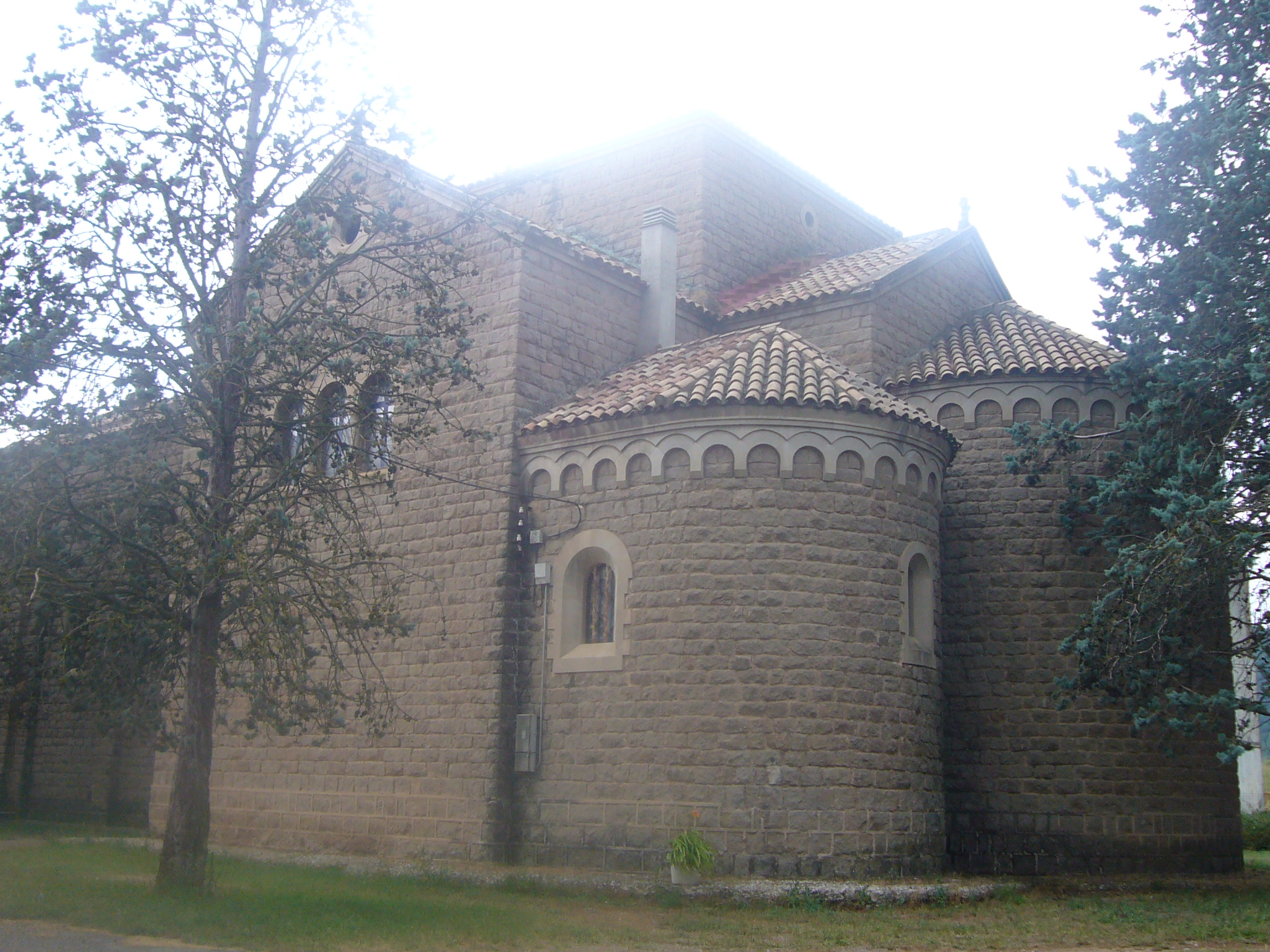
Absis de l'església de la Colònia Vidal, neoromànica.

Al principi de tot, quan va començar a funcionar la colònia, les condicions de treball eren extremadament dures i els amos es limitaven a oferir habitatges, escola, església i botigues. Això va tenir algunes conseqüències com ara vagues i enfrontaments contra els propietaris.
Més tard, el 1880 els amos van adoptar una altra actitud i van oferir altres serveis relacionats amb la higiene, l'avituallament, el lleure i la cultura, i sovint grans torres pels propietaris. Però no va ser fins al segle xx que els treballadors van viure amb menys conflictivitat i agraïment envers els seus amos. L'edifici Fundació Vidal i diversos edificis annexos es varen construir per establir-hi el cinema, el teatre, la biblioteca, la sala de jocs, l'escola, el casal de la dona i una zona esportiva.
Tot i aquestes millores dels serveis, a l'hora de treballar eren molt estrictes, perquè treballaven moltes hores i també el dissabte. Si algú arribava tard a treballar li podien assignar una feina més precària o si es produïa molt freqüentment el podien arribar a despatxar. A més a més si algú es feia mal amb alguna màquina i no podia treballar no cobrava. Perquè poguessin viure amb totes les necessitats bàsiques (alimentació, vestit i habitatge), havien de treballar tots els membres d'una família a partir dels 10 anys i a partir dels 14 anys ja és consideraven adults, ja que els seus sous eren molt pobres. Fins aquella edat eren escolaritzats a l'escola de la Colònia. L'any 1905 els sous setmanals a totes les colònies de Puig-reig eren els següents:
- Els homes cobraven de 17 pessetes.
- Les dones 15 pessetes.
- Els nens 12 pessetes. (durant els primers 4 mesos, en el termini d'aprenentage sobre el funcionament de la fàbrica)

A la vida quotidiana la gent no tenia gaire temps lliure excepte el diumenge, que era l'únic dia de festa, tot i que havien d'anar a missa obligatòriament perquè els amos eren molt religiosos. Si no hi anaven un dia, el dilluns els podia tocar la pitjor feina o els podien canviar la casa per una altra de pitjor, i si no hi anaven mai els podien retirar de la colònia. Les cases no disposaven ni de dutxes ni safareigs propis al principi, però es van afegir posteriorment. Els serveis que l'amo donava als seus obrers respecte a la higiene va ser la construcció de dutxes comunitàries.

## Matèries primeres que s'utilitzaven
Les primeres matèries que s'utilitzaven eren importades d'altres llocs. Com per exemple, el cotó podia venir de l'Índia, de la Xina o dels Estats Units. Hi eren transportats en uns paquets que podien arribar a pesar fins a 300 kg, ja que el cotó estava molt comprimit. Fins al segle xx eren quatre les fibres utilitzades: el cotó i el lli, que són fibres d'origen vegetal, i la seda i la llana, que són fibres d'origen animal. En l'actualitat la majoria de teles es fan amb fibres artificials.

## Productes finals obtinguts
La Colònia Vidal es va especialitzar a fabricar teixits per a llençols de qualitat i en altres fets amb la tècnica del piqué, que és un tipus de teixit que disposa de dos ordits diferents per tal d'aconseguir dibuixos amb relleu tibant-ne un més que l'altre. També feia l'última operació de tot el procés d'un teixit, la teixidura: altres fàbriques portaven les grans peces sortides dels telers a la Colònia Vidal i allà feien diferents operacions i processos termomecànics, per tal de donar-li un aspecte més agradable i bonic. Després d'aquesta última operació les peces de teixit es doblegaven, s'empaquetaven i ja es podien posar a la venda.

## Maquinària utilitzada en el procés fabril
- Obridora: és l'encarregada d'obrir els flocs i eliminar les fulles, brutícia, llavors, i altres impureses de les fibres.
- Carda de xapons: és la màquina que desenreda les fibres.
- Manuar: és la que estira, pentina i orienten les metxes.
- Metxera: són les màquines que estiren i fan més primes les metxes.
- Contínua: és l'encarregada de convertir les metxes en fil.
- Ordidor: màquina que agrupa tots els fils en un plegador.
- Teler de garrot: és la màquina que transforma el fil en teixit.

## Aprofitament de l'energia hidràulica

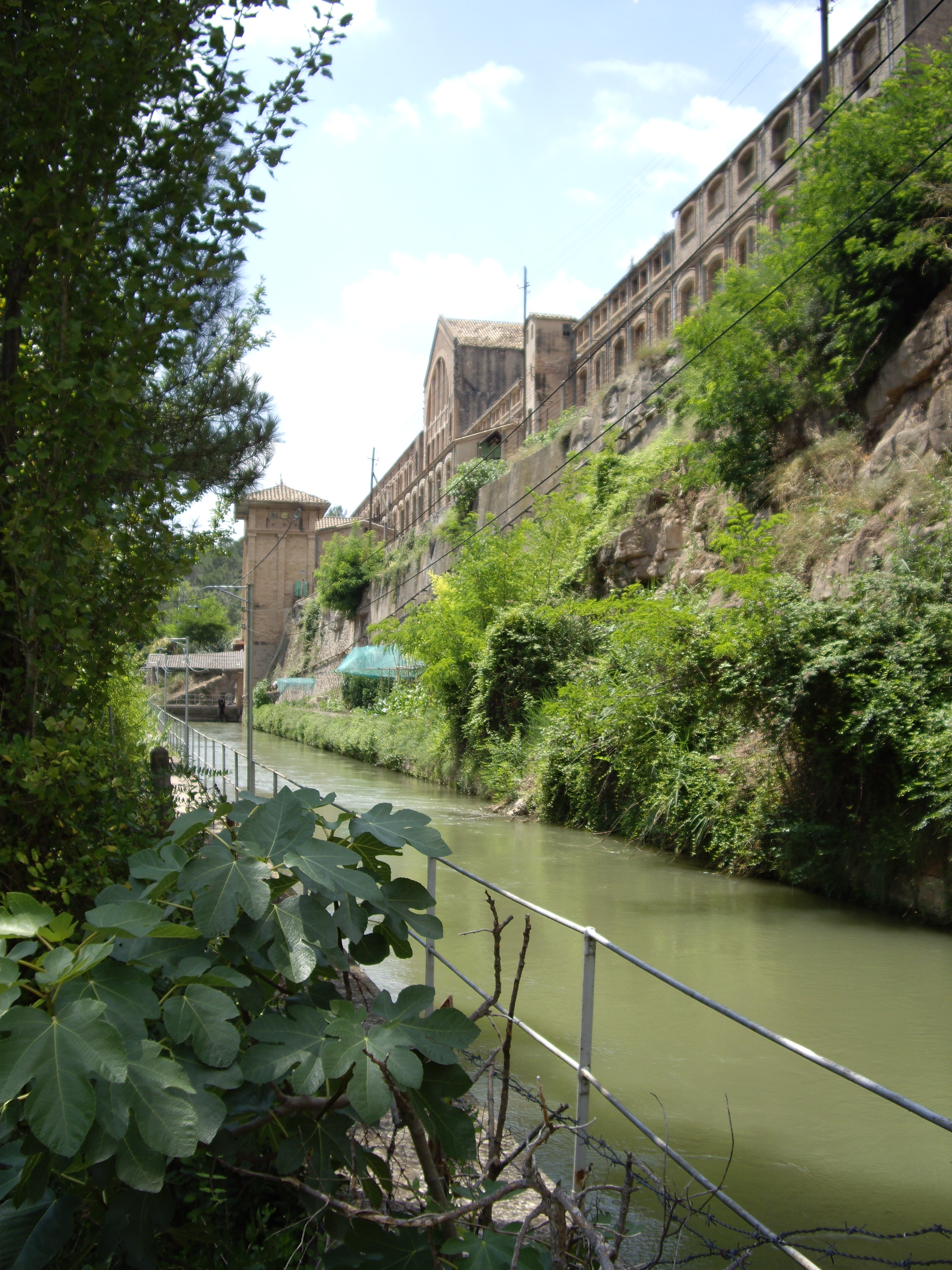
Aprofitament hidràulic

A la Colònia Vidal es va haver de muntar un sistema per aconseguir l'energia necessària per fer anar les màquines, il·luminar la fàbrica i pel consum domèstic de la Colònia.
Als primers anys de la Colònia Vidal se seguia el següent procediment per produir l'energia: 
- L'aigua emmagatzemada en una presa que era situada més amunt que la central de la colònia tenia una energia potencial acumulada, en un emmagatzemament que requeria un treball contra la força de la gravetat.
- Aquesta aigua baixava pel canal fins a la central, on l'aigua queia pel tub d'entrada d'aigua cap a la turbina i agafava energia cinètica.
- L'energia potencial i l'energia cinètica de l'aigua es transformaven en energia mecànica quan era engolida per la turbina hidràulica horitzontal, que és una màquina formada per unes aspes unides a un eix que giren quan reben l'aigua a molta pressió.
- Aquesta turbina feia girar l'arbre dret, que era un eix de ferro calibrat on hi havia uns engranatges de ferro colat, i s'enfilava verticalment per tota la fàbrica per distribuir l'energia a cada planta.
- Els engranatges feien córrer els embarrats i les corretges, que donaven l'energia mecànica necessària per fer funcionar totes les màquines de la fàbrica.

Aquesta turbina produïa 2 KW l'any 1901 i 55 KW el 1909.
A finals dels anys vint la Société Hydro-Mécanique de Tolosa de Llenguadoc van substituir l'arbre dret i la turbina horitzontal per dues del tipus turbina Francis modernes, que es caracteritzaven pel fet que transformaven l'elevada energia cinètica de l'aigua a la sortida del rodet en energia de pressió. Doncs la manera de produir energia com es feien en aquell moment i encara ara, són una mica diferents de l'anterior.
Els passos eren aquests:
- L'aigua anava de la presa a la central de la Colònia a través del canal d'aigua, igual que abans.
- Però l'aigua queia cap a dues turbines de diferent mida que convertien l'energia potencial i l'energia cinètica de l'aigua en energia mecànica, en caure.
- A través d'uns alternadors, que són unes màquines dinamoelèctriques de corrent continu formades per l'estator i el rotor de pols sortits o roda polar, convertien l'energia mecànica en energia elèctrica mitjançant fenòmens d'inducció electromagnètica.
- L'energia elèctrica se n'anava cap al quadre de comandaments a través d'uns cables i després als transformadors, que la convertien en energia mecànica un altre cop, per fer funcionar les màquines de la fàbrica.

Amb aquest sistema la turbina gran produïa aproximadament 584,325 KWh i la petita 80,85 KWh. Actualment la Colònia Vidal genera uns 700 KWh que es venen a l'empresa FECSA-ENDESA.